# Arthur Trudeau
Arthur Gilbert Trudeau, né le 5 juillet 1902 et mort le 5 juin 1991, est un lieutenant général de l'armée américaine. Il est surtout connu pour son commandement de la 7e division d'infanterie pendant la bataille de Pork Chop Hill (en) guerre de Corée.

## Jeunesse et éducation
Trudeau est né à Middlebury, dans le Vermont, le 5 juillet 1902, et est entré à l'Académie militaire des États-Unis à West Point en 1920,. Il est diplômé de la promotion de 1924 et a sert plus tard dans le 104e régiment d'ingénieurs de la Garde nationale du New Jersey (en),.

## Carrière

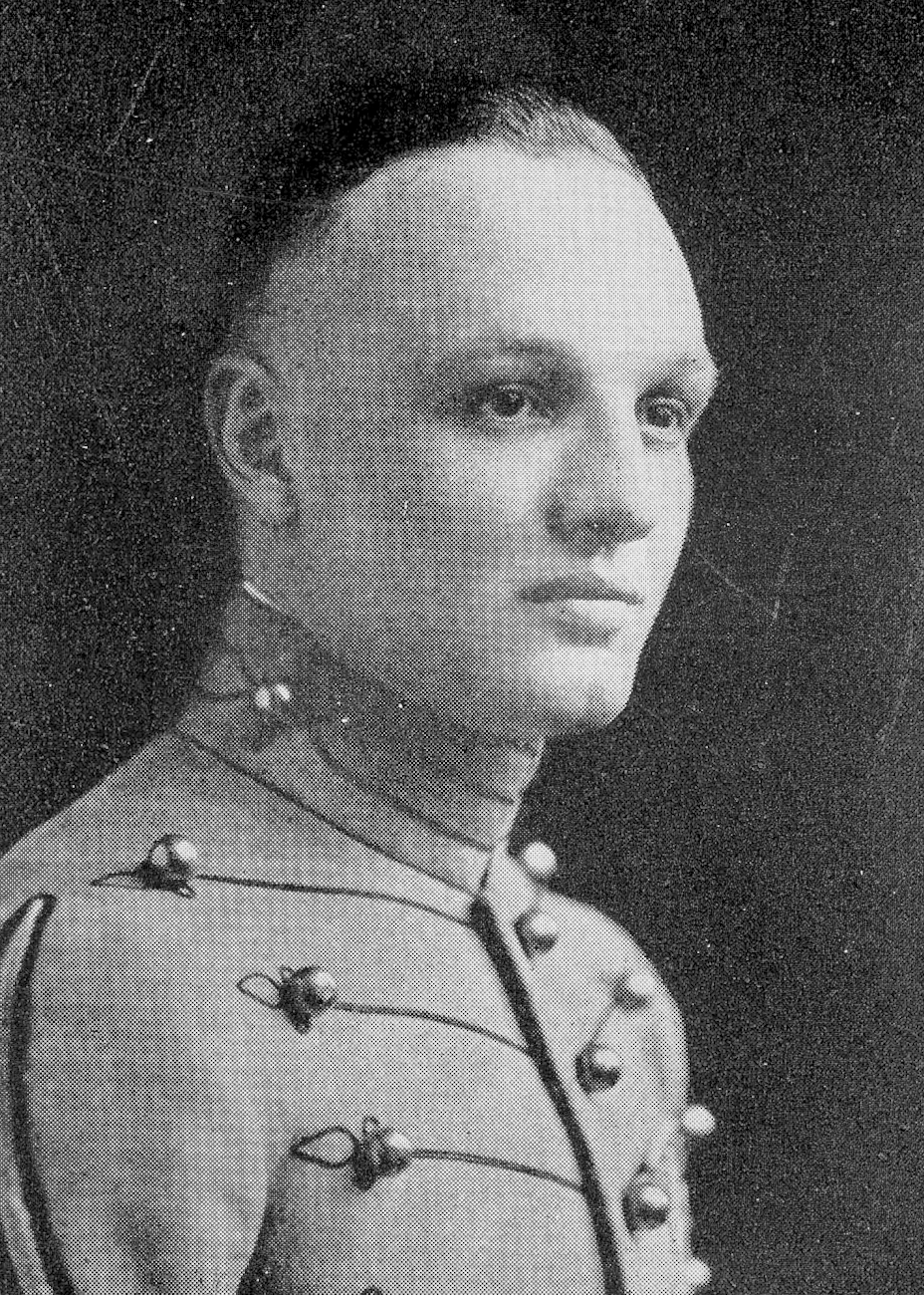
À West Point en 1924

En 1944, Trudeau est promu au grade de brigadier général. Spécialiste de la guerre amphibie en tant qu'ancien chef d'état-major du Engineer Amphibian Command (en), il prend le commandement d'une base secrète aux Philippines en 1945, aidant à la préparation d'une invasion du Japon qui n'a jamais eu lieu.
En janvier 1946, Trudeau est nommé juge au tribunal militaire du général Masaharu Homma, jugé pour les crimes de guerre commis par son commandement lors de l'invasion des Philippines, siégeant sur le banc avec le major-général Leo Donovan, le major-général Basilio Valdes (en), le brigadier-général Robert G. Gard et le brigadier-général Warren H. McNaught,.
Il sert en Allemagne après la guerre, et par la suite devient commandant adjoint du Collège de guerre de l'armée américaine en 1950.
Trudeau commande la 7e division d'infanterie pendant la guerre de Corée. Il reçoit la médaille Silver Star pour son commandement d'une équipe de reconnaissance chargée de repérer une position stratégique à Pork Chop Hill (en), alors qu'elle est sous le feu ennemi. En octobre 1953, Il est nommé chef du renseignement de l'armée, mais vingt mois plus tard, il est relevé de son commandement. Allen W. Dulles, directeur de la Central Intelligence envoie un mémorandum pour se plaindre de son comportement au Pentagone. Bien que le contenu du mémorandum ne soit pas rendu public, Trudeau était connu pour son positionnement anticommuniste extrême et ses déclarations virulentes. Il  entrait souvent en conflit avec ses pairs, les autres représentants du gouvernement américain quand il s'agissait d'analyser les intentions communistes. Il retourne ensuite en Corée et prend le commandement du I Corps. Le 18 octobre 1956, il est promu lieutenant-général. En 1958, il revient à Washington en tant que directeur de la recherche et du développement de l'armée.

## Retraite de l'armée
Après sa retraite de l'armée en 1962, Trudeau prend la direction du  Gulf Labs de la Gulf Oil Corporation à Pittsburgh jusqu'en 1968. Il devient conseiller spécial du président de la société aérospatiale Rockwell International de Pittsburgh jusqu'en 1972.
Tout au long de sa carrière militaire, Trudeau défend l'idée de l’intégration raciale dans l’armée. Il a également déclaré qu'il était dans l'intérêt de la nation que des opportunités éducatives soient offertes aux personnes défavorisées afin qu'elles puissent profiter de nouvelles opportunités de carrière. Trudeau est membre du Temple de la renommée du renseignement militaire (en).
Trudeau meurt le 5 juin 1991 à Chevy Chase, dans le Maryland (en), et est enterré au cimetière national d'Arlington,.

## Prix et décorations
- Médaille du service distingué avec deux grappes de feuilles de chêne
- Étoile d'argent avec grappe de feuilles de chêne
- Légion du Mérite
- Médaille de l'Étoile de bronze
- Médaille de l'air
- Médaille de la libération des Philippines
- Commandeur de l'Ordre de Léopold II
- Ordre de Boyacá
- Ordre du Soleil Levant
- Chevalier Commandeur de l'Ordre de l'Épée
- Médaille des Nations Unies[3]